# Лотвинский сельсовет
Лотвинский сельсовет — упразднённая административная единица на территории Мядельского района Минской области Республики Беларусь.

## История
Решением Минского областного Совета депутатов от 29.09.2006 № 245 Лотвинский сельсовет упразднён.
Населённые пункты Ворги, Гарани, Кемсы, Кобайлы, Лопоси, Лотва, Михали, Молчаны, Молчанки, Никитки, Перегродь, Радьки, Россохи, Рожки, Садовщина, Сельково, Тимошковщина, Челеи, Черняты, Шелковщина из состава Лотвинского сельсовета переданы в состав Мядельского сельсовета.

## Состав
Лотвинский сельсовет включал 20 населённых пунктов:
- Ворги — деревня
- Гарани — деревня
- Кемсы — деревня
- Кобайлы — деревня
- Лопоси — деревня
- Лотва — деревня
- Михали — деревня
- Молчанки — деревня
- Молчаны — деревня
- Никитки — деревня
- Перегродь — деревня
- Радьки — деревня
- Россохи — деревня
- Рожки — деревня
- Садовщина — деревня
- Сельково — деревня
- Тимошковщина — деревня
- Челеи — деревня
- Черняты — деревня
- Шелковщина — деревня